# 西北皮斯卡特奎斯 (緬因州)
西北皮斯卡特奎斯（英語：Northwest Piscataquis）是位於美國緬因州皮斯卡特奎斯縣的一個未組織地區。

## 地方資料
西北皮斯卡特奎斯的面積為4226.80平方千米，當中陸地面積為3554.50平方千米，而水域面積為672.30平方千米。根據2020年美國人口普查的數據，當地共有人口134人，而人口密度為每平方千米0.03人。